# Almanaque de Gota
Almanaque de Gota, ou simplesmente o Gota ou Gotha, foi, entre 1763 e 1944, o guia de referência da alta nobreza e das famílias reais europeias. Foi publicado pela primeira vez na corte de Frederico III de Saxe-Gota-Altemburgo. Apesar de publicado na Alemanha, este almanaque foi continuadamente redigido em francês.
Um guia com o mesmo nome, mas em inglês, é publicado em Londres desde 1998, mas é severamente criticado.
O Gota designa de uma forma mais simples e comum personalidades políticas, mediáticas ou culturais, nomeadamente, conhecidas pela sua importância em termos da vida social ou de notoriedade (pot exemplo: o Gota da publicidade).

## Objectivos
O objectivo do Almanaque era listar, de forma completa, as Casa reinantes da Europa, e os respectivos ramos juniores, bem como a maior parte das famílias nobres, o corpo diplomatico, e os mais altos funcionários dos diversos Estados. É necessário relembrar que as Casas reinantes da Alemanha e de Itália contavam-se às centenas, e os ramos juniores aos milhares, podendo, assim, avaliar-se o desafio que a publicação de uma obra como o Gota representou.
O Gota foi muito rapidamente tornado num grande sucesso vindo até a transformar-se numa necessidade social absolutamente vital para uma família nobre. Com efeito, nos séculos XVIII e XIX, era necessário uma fonte de informação incontestável para compensar as dificuldades de comunicação e, após 1918 e a queda de grande parte das famílias reinantes, o guia torna-se essencial para diferenciar os falsos títulos dos verdadeiros. Assim, uma família titular de elevada hierarquia não listada no Gota era, presumivelmente, sinónimo de ter sido auto-promovida ou, eventualmente, de utilizar um título não válido.
Por outro lado, o Gota jamais tentou incorporar nessas listas a pequena nobreza, deixando essa tarefa a cada país. No Império Alemão foram editadas versões do Almanaque para Casas Condais e Baronais.

## Estrutura
O Almanaque encontrava-se dividido em três secções até 1876:
- Secção I: Lista das Casas soberanas da Europa e América,
- Secção II: Lista das Casas principescas não-soberanas da Europa, onde se encontravam as Casas de Czartoryski, La Rochefoucauld, Leiningen, Lobkowicz, Norfolk, Rohan], Rougé, Ruspoli, Thurn und Taxis, Windisch-Graetz,  etc.
- Secção III: Lista dos condes imediatos do Santo Império Romano-Germânico.

A partir da edição de 1876, a segunda e terceira secções foram fundidas, elevando assim as antigas famílias condais do Santo Império ao nível das famílias principescas. Com efeito, no seguimento da sua mediatização, as famílias condais tinham recebido como compensação a equiparação ao nível de das famílias principescas.
Na edição de 1877, a segunda Secção foi dividida em partes A e B, onde a parte A agrupava as famílias alemãs mediatizadas (fossem condais ou principescas), e a parte B a famílias principescas não-alemãs e as famílias alemãs não-mediatizadas. Assim, foi criada a ilusão que as famílias alemãs mediatizadas teriam um nível superior às famílias principescas não-alemãs, ilusão reforçada pela renumeração, a partir da edição de 1890, da Secção II-A em Secção II, e Secção II-B em Secção III.

## Influência
A divisão do Gota teve uma grande importância social, dado que na Alemanha as Casas da segunda Secção foram consideradas como sendo do mesmo nível de uma família reinante alemã aparecendo na primeira Secção, o que teve um importante papel na elaboração das estratégias matrimoniais.
Assim, se uma condessa da segunda Secção casasse com um soberano da primeira Secção, o seu casamento não era considerado como morganático, e a descendência dessa união recebia os direitos dinásticos, como o de poder herdar coroa. Inversamente, se uma princesa ou uma duqueesa da terceira Secção desposasse um pequeno príncipe soberano alemão da primeira Secção, o casamento era reputado como morganático e a respectiva descendência excluída da linha de sucessão.
Esta divisão arbitrária foi uma enorme fonte de frustração para as famílias europeias relegadas para a Secção III, sem contar as numerosas famílias principescas da Europa de leste (Rússia, Geórgia, etc.) qui nem sequer estavam listadas.
A atitude relativamente condescendente do Gota face à alta nobreza leste-europeia, ibérica, britânica, italiana ou escandinava, juntamente com a abundância das famílias alemãs listadas, contribuiu certamente à « proliferação » de consortes alemães mediatizados nas Casas reais europeias observada no Século XIX, verificada no caso das famílias reais do Reino Unido, da Rússia, de Portugal e das novas monarquias  (Bélgica, Grécia, Romênia, Bulgária, Albânia, Lituânia, Finlândia): a nobreza alemã sobe tirar partido da sobre-estimação artificial do seu « valor » no mercado matrimonial resulta da sua classificação no Gota.